# Literatura sueca de Finlandia
A partir del siglo XII Finlandia cayó en la esfera de influencia sueca y un número importante de colonos suecos se asentaron principalmente en la costa finesa asimilando a una parte de la población nativa y el sueco se convirtió en la lengua oficial y administrativa del país aunque durante mucho tiempo el latín permaneció como la lengua literaria y eclesiástica, la Reforma protestante y la fundación de la Universidad de Turku (1640) que trajo la primera imprenta (1642), lo cual propicio que aparecieran escritores que no tenían en la literatura religiosa su principal preocupación.
Los autores de Åland están incluidos dentro de la literatura sueca de Finlandia aunque su situación es diferente ya que allí el sueco es la lengua nativa.

## Literatura durante el dominio sueco

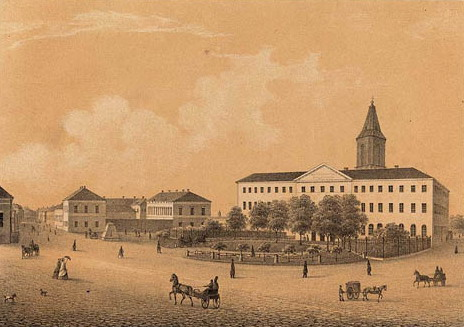
El establecimiento de la Academia de Turku fue fundamental para dinamizar la expresión cultural finlandesa que en ese tiempo se desarrollaba principalmente en sueco.

Sigfridus Aronus Forsius (hacia 1560-1624) fue el primer autor de relevancia dentro de un panorama dominado por las obras religiosas como se refleja en el primer autor sueco de Finlandia, Jöns Budde (1437-1491).
La fundación de la Universidad de Turku en 1640 y la instalación en la ciudad de una imprenta en 1642 modificó el panorama literario, comenzaron a aparecer obras profanas, apareció el primer autor teatral, Jacob Chronander, apareció también la poesía culta representada por Olof Wexionius y la más intimista de Jakob Frese.
Henrik Gabriel Porthan fue el abanderado de la Ilustración en Finlandia y tuvo un papel destacado en el establecimiento de la primera asociación cultural de Finlandia, la Sociedad Aurora, en el seno de la cual surgió el primer diario finés, Tidningar utgifvne af ett Sällskap i Åbo (1771-1778 e 1782-1785), Gustaf Filip Creutz fue el mejor poeta de la época autor de Atis och Camilla (1761), destacó también dentro de la escasa originalidad que tenía la literatura sueca dos autores fineses Frans Mikael Franzén, autor de Den gamle knäkten (1793).

## SigloXIX
El comienzo del siglo XIX coincidió con el fin del dominio sueco sobre Finlandia que quedó a partir de 1809 bajo el dominio de Rusia como un Gran Ducado autónomo que conservó las antiguas instituciones suecas y en el que la lengua sueca seguía siendo oficial y en el que se comenzaba a crear una conciencia nacional que llegó también a la literatura, que se expresaba mayoritariamente en sueco.
Adolf Ivar Arwidsson fue el iniciador del romanticismo en Finlandia, aunque defensor radical del principio de nacionalidad tuvo que exiliarse a Suecia, otros autores de la época fueron Johan Jakob Tengström y Gabriel Linsén.
En 1828 la Universidad de Turku se trasladó a Helsinki y con ella la vida intelectual finesa, en 1831 apareció la Sociedad de Literatura Finesa, Johan Ludvig Runeberg, considerado el poeta nacional de Finlandia, se inspiró en la poesía popular finesa en sus colecciones poéticas ("Dikter" I-III publicadas entre 1830 y 1846) en la vida del campesino finés en su epopeya Elgskyttarne (1832) y en la mitología escandinava en Kung Fjalar (1844), popularmente lo más conocido de su obra son las baladas patrióticas de Fänrik Ståls sänger (1848-1860).
Zacharias Topelius fue el equivalente a Runeeberg en la narrativa, creó la novela histórica en Finlandia con Fältskärns berättelser (1851-1866), y recogió sus cuentos infantiles en las antologías Sagor y Läsning för barn.
A final de siglo se impone el estilo realista de Karl August Tavaststnjerna con la novela Hårda tider y su meditación del desarraigo y de la pertenencia a una minoría lingüística.

## SigloXX
La concepción de la identidad sueco-finlandesa como una identidad minoritaria aumentará su protagonismo en el siglo XX, Arvid Mörne lo convirtió en una especie de filosofía, convirtiendo la costa y los archipiélagos en el símbolo de esa identidad.
Bertel Gripenberg se abre al estilo simbolista europeo y acabará convirtiendo su poesía en militantemente nacionalista.
La generación agrupada en torno a la revista "Euterpe" dio origen a la generación conocida como "Dagdrivare" (los ociosos) que adoptaron una actitud crítica y escéptica ante la vida con autores como Runar Schildt y Jarl Hemmer.
La I Guerra Mundial trajo un cambio de estilo en los autores que adoptan por primera vez en Escandinavia el modernismo que venía del sur, Edith Södergran fue su primera gran representante, su poesía adopta el ritmo libre, el recurso a la imagen, la supresión de la rígida frontera entre la lengua popular y la literaria.
Le siguieron autores como Elmer Diktonius o Gunnar Björling, quien renovó radicalmente su estilo poético.
A partir de los años treinta apareció una segunda generación de modernistas: Ralf Parland, Eva Wichman y Solveig von Schoultz.
Entre los prosistas destacó Tito Colliander, de origen ruso, que centró sus temas en la religión ortodoxa y en los emigrantes rusos.
La II Guerra Mundial supuso el acercamiento de la literatura sueca de Finlandia a la literatura finesa, hasta entonces dos mundos diferentes, el gran autor fue Bo Carpelan autor de una poesía sensible y próxima a la naturaleza y de la novela "Axel" (1986).
Christer Kihlman describe en sus novelas la vida en el medio fino-sueco.
Tove Jansson es una autora que logró fama internacional con su serie de Mumin.
Walentin Chorell, conocido por sus obras dramáticas.
En la poesía destacan los nombres de Lars Huldén y Claes Andersson y aparece un punto de vista nuevo, el feminismo en las obras de Märta Tikkanen y Tua Forsström.
En la prosa la vida de la clase media y el conflicto de generaciones son los temas dominantes, autores como Christer Kihlman, Ralf Nordgren y Johan Bargum son los más conocidos.
Entre los últimos autores cabe destacar a Kjell Westö, Mikael Bäck y Thomas Wulff.